# Ca Gassol
Ca Gassol és una obra d'Alcover (Alt Camp) inclosa a l'Inventari del Patrimoni Arquitectònic de Catalunya.

## Descripció
Edifici de planta baixa i dos pisos. La façana presenta una distribució irregular de les obertures, que són totes rectangulars i molt modificades. El portat d'accés és d'arc de mig punt, format per grans dovelles de pedra. El ràfec de la casa és totalment nou. L'obra és de pedra arrebossada i pintada.

## Història
La Casa Gassol va ser construïda per una de les famílies més antigues i prestigioses de la comarca. La família Gassol havia posseït grans propietats i drets de senyoria, que s'han anat perdent al llarg dels anys. El segle passat hi habitava D. Josep Gassol i Porta, tutor de D. Estanislau Figueras. El senyor Gassol fou nomenat l'any 1869 governador civil de Tarragona, càrrec que mantiguè durant la Primera República.